# Bont kroonkruid
Bont kroonkruid of kroonwikke (Securigera varia, synoniem: Coronilla varia) is een vaste plant die behoort tot de vlinderbloemenfamilie (Fabaceae). 
De plant komt van nature voor in Midden- en Zuid-Europa en is van daaruit verbreid naar West- en Noord-Europa, omdat de plant daar als voedergewas wordt geteeld. Ook wordt de plant geteeld in de Verenigde Staten en Canada voor bodemverbetering, het tegengaan van erosie en als bermbeplanting. De plant is giftig voor paarden door de aanwezigheid van nitroglycosiden.
De plant wordt 30-120 cm hoog en heeft een liggende tot opstijgende, kantige stengel. De bladeren zijn oneven geveerd met zeven tot twaalf paar deelblaadjes en een topblaadje. De ovale blaadjes zijn 6-16 mm lang.
Bont kroonkruid bloeit van juni tot september. De bloemsteel is anderhalf tot drie keer zo lang als de kelkbuis. De kroonbladen zijn 10-15 mm lang. De vlag van de bloem is roze en de zwaarden zijn vaak wit. De kiel is roze of wit en heeft een paarsrode snavel. Soms komen ook geheel witte bloemen voor. De bloeiwijze is een scherm met vijf tot twintig bloemen.
De vrucht is een 25-50 mm lange, vierkantige peul met drie tot zes insnoeringen en een hakig gebogen snavel. De rijpe peul breekt op de insnoeringen in stukjes.
De plant komt voor op matig vochtige, kalkrijke grond op dijkhellingen, spoordijken, in bermen en duinen.

## Namen in andere talen
De namen in andere talen kunnen vaak eenvoudig worden opgezocht met de interwiki-links.
- Duits: Bunte Kronwicke, Bunte Kronwicke, Bunte Beilwicke
- Engels: Crown Vetch, Purple Crown Vetch
- Frans: Coronille bigarrée